# همگین
همگین، روستایی از توابع بخش مرکزی شهرستان دهاقان در استان اصفهان ایران و  مرکز دهستان همگین است.

## جمعیت
جمعیت این روستا براساس سرشماری مرکز آمار ایران در سال ۱۳۸۵،  آن ۱٬۴۳۵ نفر (۴۰۹خانوار) بوده‌است. پنج سال بعد یعنی در سرشماری 1390، این میزان جمعیت به 1352 نفر کاهش داشته است. در آخرین سرشماری انجام گرفته (1395) نیز این سکونتگاه با کاهش دوباره نفوس، دارای 1171 نفر جمعیت (608 مرد و 563 زن) در قالب 381 خانوار می‌باشد.